# Tranås högre allmänna läroverk
Tranås högre allmänna läroverk var ett läroverk i Tranås verksamt från 1914 till 1968.

## Historia
Skolan bildades omkring 1904 som en högre folkskola som 1914 ombildades till en kommunal mellanskola Denna ombildades med början 1929 till en samrealskola, från 1949 med ett kommunalt gymnasium.
1957 hade gymnasiet helt förstatligats och skolan blev då Tranås högre allmänna läroverk. Skolan kommunaliserades 1966 och namnändrades då till Holavedsskolan. Studentexamen gavs från 1952 till 1968 och realexamen från omkring 1915 till omkring 1970.